# Slipinskogenia donisi
Slipinskogenia donisi is een keversoort uit de familie Propalticidae. De wetenschappelijke naam van de soort is voor het eerst geldig gepubliceerd in 1956 door John.